# 보컬로이드 2
보컬로이드 2(영어: VOCALOID 2)는 노래 음성 합성 애플리케이션이며 야마하의 보컬로이드 후속작이다. 합성 엔진과 사용자 인터페이스는 완전히 개편되었으며, 이전 버전에서 영어만 사용했던 것과 달리 일본어 보컬로이드는 일본어 인터페이스를 가졌다. 인기 캐릭터인 하츠네 미쿠를 소개한 것으로 유명하다. 이후, 보컬로이드 3이 그 뒤를 이었다.

## 역사
보컬로이드 2는 2007년에 발표되었다. 첫 엔진과 달리 보컬로이드 2는 사람의 음성 분석 대신 보컬 샘플을 기반으로 합성하였다. 시간 제약으로 인해 이전 엔진과 달리 공개 베타 테스트를 거치지 않고 사용자들이 보고하는 버그를 패치하였다. 합성 엔진과 사용자 인터페이스는 완전히 개편되었으며, 이전 버전에서는 모든 버전이 영어였던 것과 달리 일본어 보컬로이드는 일본어 인터페이스를 가졌다. 새로운 기능으로는 노트 오디션, 투명 제어 트랙, 재생 및 렌더링 전환, 표현 제어 등이 포함되었다. 숨소리와 목소리를 라이브러리에 녹음하여 사실적인 소리를 만들 수도 있었다. 이 버전은 원래 보컬로이드 엔진과 하위 호환되지 않았으며, 이전 버전을 위해 빌드된 라이브러리를 로드할 수 없었다. 
PC 소프트웨어 외에도 야마하는 넷 보컬로이드라는 온라인 서비스를 제공했다. 이 소프트웨어는 현지화되지 않았으며, 영어 또는 일본어 버전으로 만들어진 보컬로이드는 해당 버전에서만 호환되었다. 
야마하는 또한 아이폰과 아이패드용 보컬로이드 2 소프트웨어 버전을 출시했으며, 이는 2010년 일본 Y2 가을 디지털 콘텐츠 엑스포에서 처음 전시되었다. 이 소프트웨어 버전은 나중에 야마하 자체 보컬로이드인 VY1의 목소리를 사용하여 출시되었다. 이 제품들은 iVocaloid와 i-Vocaloid로 출시되었지만, 후자는 나중에 VocaloWitter로 이름이 변경되었다. 
원래 보컬로이드 소프트웨어와 달리 보컬로이드 2 보컬은 보컬로이드 3로 가져올 수 있었다. 그러나 보컬로이드 네오나 큐베이스용 보컬로이드 에디터의 맥 포트로는 어떤 보컬로이드 2 보컬도 가져올 수 없었다. 보컬로이드 2 보컬을 보컬로이드 4로 가져오는 것도 가능했는데, 보컬로이드 3로 가져온 다음 보컬로이드 4로 가져오거나 보컬로이드 2 가져오기 도구를 사용하여 가능했다. 게다가 소프트웨어에 VSTi 플러그인 지원이 제공되었지만, 보컬로이드 2는 Cakewalk Sonar와 같은 일부 DAW에서는 작동하지 않았고, FL 스튜디오와 같은 다른 DAW에서는 호환성 문제가 있었다.
총 35개의 보컬 라이브러리가 보컬로이드 2용으로 제작되었다. 일본어 버전 17개, 영어 버전 5개였다. 
보컬로이드 2 지원은 2016년 3월에 종료되었다.

## 제품

### 하츠네 미쿠
2007년 8월 31일 "캐릭터 보이스 시리즈"의 첫 번째로 출시된 메구리네 루카의 코드명은 CV01이었고, 귀여운 소리를 내도록 설계되었다. 메구리네 루카는 전문 가수의 결과가 아닌 후지타 사키의 목소리를 기반으로 한 첫 번째 보컬이었다. 하츠네 미쿠는 크립톤 퓨처 미디어에 의해 개발되고 배포되었으며 일본어로 노래하는 첫 번째 보컬이었다. 보컬로이드가 일본에서 문화적 히트를 치면서 즉각적인 성공을 거두었으며, 2008년 7월까지 4만 장을 판매하여 주당 평균 300장을 판매했다고 보고되었다. 2011년 1월까지 하츠네 미쿠는 6만 장을 판매했다. 제품의 성공으로 인해 2010년 4월 30일 "하츠네 미쿠 어펜드"라는 확장팩이 출시되어 미쿠 보컬에 6개의 새로운 목소리("dark", "soft", "solid", "light", "vivid", "sweet")를 추가했다.

### 카가미네 린/렌
2007년 12월 27일 출시된 카가미네 린과 렌은 시모다 아사미의 목소리를 기반으로 한 일본어 보컬 한 쌍으로, CV02라는 코드명으로 캐릭터 보이스 시리즈의 두 번째 패키지였다. 카가미네 린과 렌은 음악 내에서 다양한 역할을 수행할 수 있는 남녀 보컬 한 쌍으로 만들어졌다. 하츠네 미쿠만큼 판매량이 높지 않았고, 2008년 7월까지 2만 장을 판매했다. 2008년 7월 18일, 하츠네 미쿠와 비교하여 카가미네 린과 카가미네 렌의 보컬 품질에 대한 수많은 불만으로 인해 Act2라는 두 번째 버전의 패키지가 출시되어 원래의 카가미네 린/렌 목소리를 대체했다. 크립톤 퓨처 미디어 최종 사용자 계약도 Act2 출시와 함께 더 쉽게 이해할 수 있도록 업데이트되었다. 하츠네 미쿠 보컬처럼 카가미네 린과 렌도 "카가미네 린/렌 어펜드"라는 확장팩을 받았는데, 린에게는 각각 3개의 목소리("power", "warm", "sweet"), 렌에게는 3개의 목소리("power", "cold", "serious")를 추가하여 총 6개의 목소리가 추가되었다. 

### 메구리네 루카
메구리네 루카는 캐릭터 보이스 시리즈의 세 번째이자 마지막 멤버이다. 메구리네 루카는 영어와 일본어 모두를 구사할 수 있는 최초의 보컬이라는 점에서 주목할 만하다. 메구리네 루카는 2009년 1월 30일에 출시되었으며, 출시 전 코드명은 CV03이었다. 메구리네 루카의 영어 보컬은 처음에는 전체 라이브러리를 가지고 있지 않았고 2,200 단어만 구사할 수 있었지만, 나중에 이 문제를 해결하기 위해 업데이트되었다. 메구리네 루카의 패키지는 원래 하츠네 미쿠라고 불릴 예정이었는데, 보컬로이드 2가 처음 영어와 일본어 이중 언어 보컬로 발표될 때 디자인되었고, 캐릭터 보이스 시리즈의 첫 번째 기획 멤버였다는 점이 주목할 만하다.

### 메구포이드
메구포이드는 인터넷의 보컬로이드이다. 메구포이드의 목소리는 나카지마 메구미에 의해 샘플링되었다. 소프트웨어의 마스코트는 구미라고 불린다. 구미라는 이름은 성우 나카지마 메구미의 어린 시절 별명이다. 소프트웨어 이름 메구포이드는 성우의 이름 메구미에서 따왔다. 두 번째 부분인 포이드는 보컬로이드를 줄인 말로, 이 제품의 전체 이름은 메구미와 같은 보컬로이드를 의미한다. 

### 카아이 유키
2009년 12월 4일 AH-Software에서 출시된 두 번째 보컬이다. 카아이 유키는 인간적인 특성을 가진 일본어 보컬로 설계되었다. 카아이 유키의 목소리는 아이의 목소리를 기반으로 하며 전문 가수를 의미하지는 않는다.

### 메구리네 루카 어펜드, 메이코 V2, 카이토 V2, 하츠네 미쿠 영어
크립톤 퓨처 미디어는 이 소프트웨어 버전을 위해 보컬을 제작하였다. 베타 보컬의 렌더링은 다양한 매체에서 들을 수 있었다. MEIKO는 앨범 Oster-san no Best (OSTERさんのベスト)의 노래 "Piano × Forte × Scandal" (ピアノ×フォルテ×スキャンダル)에 사용되었다. 원래 이 노래는 메이코의 원본 보컬로이드 보컬을 사용했다. 루카의 어펜드 보컬은 앨범 Vocaloid Minzoku Chō Kyokushū (VOCALOID民族調曲集)의 "Hoshizora to Yuki no Butōkai (Zeal mix)" 노래에 사용되었다. 홍보 앨범 Vocalo Append는 루카의 "Soft" 어펜드의 베타 버전을 사용했다. 특히 미쿠의 영어 보컬은 품질이 낮았기 때문에 이 엔진으로 출시되지 않았다. 이 보컬들은 2011년 12월 1일 보컬로이드 3 제작을 위해 취소되었다고 발표되었다. 베타 버전을 사용한 노래는 하츠네 미쿠 and Future Stars Project mirai에도 수록되었다. 
나중에 보컬로이드 4로 출시된 메구리네 루카 어펜드를 제외하고는 모든 보컬은 나중에 보컬로이드 3 제품으로 출시되었다. 

### 메구포이드 익스텐드
메구포이드용으로 설계된 익스텐드 보컬 패키지이다. 추후에는 V3 메구포이드 패키지로 변경되었다.